# Salix breweri
Salix breweri es una especie de sauce perteneciente a la familia de las salicáceas. Es un endemismo de California, donde se pueden encontrar en los suelos de serpentina de la Cordillera de la Costa en los alrededores de la bahía de San Francisco.

## Descripción
Se trata de un arbusto de ribera que alcanza un tamaño de uno a cuatro metros de altura. Los tallos de color pardo amarillento o rojizo son ligeramente peludos en la textura, las pequeñas ramitas  están recubiertas de fibras de terciopelo. Las hojas tienen, por lo general, forma de lanza, bordes suaves o dientes suaves, y parcialmente enrollada debajo de los bordes. Las hojas son peludas, con las superficies inferiores a menudo bastante lanosas. Las hojas maduras pueden tener  14 centímetros de largo o más. La inflorescencia se desarrolla antes que la planta produzca las hojas. Los amentos tienen hasta 5 o 6 centímetros de largo.

## Taxonomía
Salix breweri fue descrita por Michael Schuck Bebb y publicado en Geological Survey of California 88–89, en el año 1879.
Etimología
Salix: nombre genérico latino para el sauce, sus ramas y madera.
breweri: epíteto  otorgado en honor del botánico estadounidense William Henry Brewer.